# George Johnstone Stoney
George Johnstone Stoney (Oakley Park, 15 febbraio 1826 – Londra, 5 luglio 1911) è stato un fisico irlandese.
È principalmente noto per aver introdotto il termine elettrone come "quantità unitaria fondamentale di elettricità".
Egli aveva introdotto il concetto, anche se non il termine, sin dal 1874 e poi nel 1881, e il termine giunse nel 1891. 
 Ha pubblicato circa 75 studi scientifici durante la sua vita.

## Studi e carriera professionale
Stoney nacque ad Oakley Park, vicino a Birr, nella contea di Offaly, nell'Irlanda centrale, in un'antica famiglia anglo-irlandese. Studiò presso il Trinity College di Dublino, laureandosi nel 1848. Dal 1848 al 1852 lavoro come assistente dell'astronomo William Parsons, Terzo Conte di Rosse al castello di Birr, dove Parsons aveva costruito il più grande telescopio del mondo, il Leviatano di Parsonstown, dall'apertura di 1,8 metri. Nel frattempo Stoney continuò a studiare fisica e matematica e conseguì un master al Trinity College di Dublino nel 1852.
Dal 1852 al 1857 fu professore di fisica al Queen's College Galway. Dal 1857 al 1882 lavorò come Segretario della Queen's University d'Irlanda, un lavoro amministrativo che svolse a Dublino. Nei primi anni '80 si trasferì alla mansione di sovrintendente agli Esami di Servizio Civile in Irlanda, dove rimase fino al ritiro nel 1893. In quell'anno si trasferì a Londra. Stoney morì nel 1911 nella sua casa di Notting Hill a Londra. Durante i decenni di responsabilità professionali non scientifiche a Dublino, Stoney continuò a svolgere ricerche scientifiche per proprio conto. Svolse inoltre per decenni il ruolo di segretario onorario dapprima e di vicepresidente successivamente della Royal Dublin Society, un'associazione scientifica modellata sulla base della Royal Society di Londra, e dopo il suo trasferimento a Londra Stoney prestò servizio anche nel consiglio di tale accademia. In aggiunta fece di tanto in tanto parte dei comitati di revisione scientifica della Associazione britannica per l'avanzamento della scienza dai primi anni '60 in avanti.

## Produzione scientifica
Stoney pubblicò 75 studi scientifici su un ampio insieme di riviste, ma principalmente sulle riviste della Royal Dublin Society. Apportò contributi significativi alla cosmologia e alla teoria dei gas. Stimò il numero di molecole in un millimetro cubo di gas, a temperatura e pressione ambiente, a partire dai dati ottenuti dalla teoria cinetica dei gas. La più importante opera scientifica di Stoney fu l'ideazione e il calcolo della grandezza dell' "atomo di elettricità". Nel 1891, propose il termine 'elettrone' per descrivere la fondamentale unità di carica elettrica, e i suoi contributi alla ricerca in quest'area gettarono le fondamenta per la successiva scoperta della particella da parte di Joseph John Thomson nel 1897.
Fu eletto Membro della Royal Society nel giugno 1861.

### La scala di Stoney
I fisici contemporanei convengono che la Scala di Planck sia la scala di misura più adatta per una teoria unificata. La scala di Planck fu, comunque, anticipata da George Stoney.  In modo analogo a come fece Planck dopo di lui, Stoney si rese conto che gli effetti a grande scala come la gravità e quelli a piccola scala come l'elettromagnetismo implicano una scala intermedia naturale in cui le differenze fisiche possono essere razionalizzate. Questa scala intermedia comprende unità di misura (le unità della scala di Stoney) di massa, lunghezza, tempo, etc., tuttavia la massa è la pietra angolare.
La massa di Stoney mS (espressa in termini contemporanei):
{\displaystyle m_{S}={\sqrt {\frac {e^{2}}{4\pi \varepsilon _{0}G}}}={\sqrt {\alpha }}\,m_{P}}
in cui ε0 è la costante dielettrica del vuoto, e è la carica elementare e G è la costante di gravitazione universale, α è la costante di struttura fine e  mP è la massa di Planck.
Come la scala di Planck, anche la scala di Stoney opera come un collegamento simmetrico tra i processi microscopici e macrocosmici in generale e appare singolarmente orientata in direzione dell'unificazione dell'elettromagnetismo e della gravità. Ad esempio, laddove la lunghezza di Planck è la media geometrica fra la lunghezza d'onda Compton ridotta e la metà del raggio di Schwarzschild di qualsiasi massa, la lunghezza di Stoney è la media geometrica fra il 'raggio elettromagnetico' e la metà del raggio di Schwarzschild di una massa m:
{\displaystyle \ell _{P}={\sqrt {{\frac {\hbar }{mc}}\cdot {\frac {Gm}{c^{2}}}}}}
{\displaystyle \ell _{S}={\sqrt {{\frac {e^{2}}{4\pi \varepsilon _{0}mc^{2}}}\cdot {\frac {Gm}{c^{2}}}}}}
dove {\displaystyle \hbar \ } è la costante di Planck ridotta e c è la velocità della luce. Si dovrebbe comunque porre attenzione al fatto che questi sono solo costrutti matematici, poiché ci deve essere un limite pratico a quanto corta una lunghezza possa essere perché le leggi fisiche note possano essere ancora applicabili. Se la lunghezza di Stoney fosse la lunghezza minima consentita in natura, allora per un corpo sarebbe fisicamente impossibile essere lungo sia come il proprio raggio elettromagnetico sia come metà del suo raggio di Schwarzschild, poiché uno di questi dovrebbe essere minore della lunghezza di Stoney. Se la lunghezza di Planck fosse la minima, allora per un corpo sarebbe fisicamente impossibile essere lungo sia come la propria lunghezza d'onda Compton ridotta sia come metà del proprio raggio di Schwarzschild, poiché una di queste due lunghezze risulterebbe minore della lunghezza di Planck. In aggiunta, la lunghezza di Stoney e quella di Planck non possono essere entrambe la lunghezza minima.
Secondo le convenzioni contemporanee, la scala di Planck è la scala dell'energia del vuoto, al di sotto della quale lo spazio e il tempo non mantengono alcun significato fisico. Questa prescrizione decreta un generale abbandono della scala di Stoney nella comunità scientifica odierna. Precedentemente a questa prescrizione, Hermann Weyl fece un notevole tentativo di costruire una teoria unificata associando un'unità gravitazionale di carica alla lunghezza di Stoney. La teoria di Weyl condusse a significative innovazioni matematiche ma generalmente si pensa alla sua teoria come carente di significato fisico.

## Altre notizie
Stoney sposò sua cugina, Margaret Sophia, che gli diede due figli e tre figlie. Per la maggior parte dei decenni trascorsi a Dublino, Stoney abitò nelle vicinanze di Dundrum. La strada in cui abitava fu successivamente rinominata Stoney Road in sua memoria. Dopo la morte di Stoney a Londra, le sue ceneri furono tumulate a Dundrum, vicino a Dublino.
Uno dei figli di Stoney, George Gerald Stoney, fu uno scienziato. Ma il parente di Stoney più notevole dal punto di vista scientifico fu il nipote, il fisico di Dublino George Francis FitzGerald (1851–1901). Stoney e FitzGerald erano regolarmente in comunicazione sugli argomenti scientifici. Inoltre, sui temi politici, sia Stoney sia FitzGerald furono oppositori attivi dell'Irish Home Rule Movement. Nelle loro opinioni politiche, lo spirito dell'Irish Home Rule e in seguito del nazionalismo irlandese era contrario allo spirito della scienza. Stoney si licenziò dal suo lavoro di Segretario della Queen's University d'Irlanda nel 1882 in contrapposizione alla decisione del governo di introdurre "settarismo" nel sistema; cioè, Stoney voleva mantenere il sistema laico, ma il governo si adeguò alle richieste dei cattolici irlandesi di avere istituzioni cattoliche.
Crateri su Marte e sulla Luna sono intitolati in suo onore.
Suo fratello Bindon Blood Stoney fu ingegnere del porto di Dublino ed è noto per aver costruito alcuni dei principali ponti di Dublino, e per aver sviluppato il Quayside, insieme ad altri progetti ingegneristici.